# Albert Gemmrich
Albert Gemmrich (født 13. februar 1955 i Haguenau, Frankrig) er en tidligere fransk fodboldspiller (angriber).
Gemmrich spillede hele sin karriere i hjemlandet, hvor han var tilknyttet Strasbourg, Lille, Bordeaux og Nice. Hos Strasbourg var han med til at vinde det franske mesterskab i 1979.
Gemmrich spillede desuden fem kampe og scorede to mål for Frankrigs landshold. Hans første landskamp var en venskabskamp mod Italien 8. februar 1978, hans sidste et opgør mod Spanien 8. november samme år.

## Titler
Ligue 1
- 1979 med RC Strasbourg